# آلفا رومئو ۱۴۵
آلفارومئو ۱۴۵ (Alfa Romeo ۱۴۵) خودرویی است که در سال‌های ۱۹۹۴–۲۰۰۱در ایتالیا تولید شده‌است.
این خودرو در کلاس خودرو کامپکت قرار گرفته و طراحی آن خودروهای موتور جلو-محور جلو بوده است. سیستم جعبه‌دندهٔ آن ۵ دنده به صورت دستی است.